# Nguyễn Quang Hải (Fußballspieler, 1997)
Nguyễn Quang Hải (* 12. April 1997 in Đông Anh, Hanoi) ist ein vietnamesischer Fußballspieler, der seit dem Sommer 2023 beim heimischen Erstligisten Công An Hà Nội FC unter Vertrag steht.

## Karriere

### Verein
Der Mittelfeldspieler begann mit dem Fußballspielen in der Jugend des Hà Nội FC und wurde von dort 2015 für eine Saison an den Zweitligisten Sài Gòn FC verliehen. Nach seiner Rückkehr avancierte er schnell zu einem Leistungsträger der V.League 1, gewann in den folgenden Jahren neun nationale Titel und wurde 2018 u. a. zu Vietnams Fußballer des Jahres gewählt. Im Sommer 2022 wagte Quang Hải dann den Sprung nach Europa und unterschrieb einen Vertrag beim französischen Zweitligisten FC Pau. Dort gab er am 1. Spieltag bei der 0:4-Auswärtsniederlage gegen EA Guingamp seit Debüt und wurde in der 82. Minute für Eddy Sylvestre eingewechselt. Seinen ersten Treffer erzielte der Mittelfeldspieler knapp zwei Monate später bei einem 2:2-Unentschieden gegen AF Rodez. Nach nur einer Spielzeit kehrte er dann im Juli 2023 nach Vietnam zurück und schloss sich dem Công An Hà Nội FC an. Kurze Zeit später gewann Nguyễn dort erneut die nationale Meisterschaft. 

### Nationalmannschaft
Nguyễn absolvierte von 2011 bis 2020 insgesamt 64 Partien für diverse vietnamesische Juniorennationalmannschaften erzielte dabei 15 Treffer. Mit der U-23-Auswahl gewann er die Goldmedaille bei den Südostasienspielen 2019 auf den Philippinen. Am 13. Juni 2017 debütierte er auch für die A-Nationalmannschaft beim 0:0 gegen Jordanien in der Qualifikation zur Asienmeisterschaft. Im folgenden Jahr gewann er die Südostasienmeisterschaft und traf dort in acht Turnierspielen zwei Mal.

## Erfolge

### Verein
- Vietnamesischer Meister: 2016, 2018, 2019, 2022, 2023
- Vietnamesischer Pokalsieger: 2018, 2019, 2020
- Vietnamesischer Superpokalsieger: 2019, 2020

### Nationalmannschaft
- Südostasienmeisterschaft: 2018, 2024
- U-23-Südostasienspiele: 2019

## Auszeichnungen
- Bester Spieler der Südostasienmeisterschaft: 2018
- Vietnams Fußballer des Jahres: 2018
- Spieler der Saison in der V.League 1: 2019